# Strąkowiec bobowy
Strąkowiec bobowy (Bruchus rufimanus) – gatunek chrząszcza z rodziny stonkowatych, szkodnik upraw bobu.
Chrząszcz ten ma kształt owalny, mierzy ponad 4 mm długości. Posiada czarno-szare pokrywy skrzydłowe z białymi plamkami i włoskami.
Jaja są składane przez samice na młodych strąkach bobu. Larwy wgryzają się do nasion i tam ulegają przepoczwarczaniu.
Dorosłe owady można spotkać w sierpniu i wrześniu.
Strąkowiec bobowy występuje w całej Europie, części Azji, na północy Afryki oraz w Ameryce Północnej.